# غرفة الموسيقى
غرفة الموسيقى (بالبنغالية: জলসাঘর Jalsāghar) هو فيلم دراما هندي باللغة البنغالية من إنتاج عام 1958 وهو رابع أفلام المخرج ساتياجيت راي ومن بطولة تشوبي بشاش.

## القصة
الفيلم يحكي قصة آخر أيام أحد ملاك الأراضي (طبقة الزميندار) الهنود الفاسدين في إقليم البنغال وجهوده لحفظ مكانة عائلته الاجتماعية في ظل مواجهته لظروف اقتصادية صعبة. البطل بيشامبهار روي الذي لعب دوره باقتدار (تشوبي بشاش)، هو رجل دنيوي يجري وراء ملذاته ويقضي معظم اوقاته في الاستماع إلى الموسيقى واقامة الاحتفالات في قصره بدلا من الاعتناء بأملاكه التي اجتاحتها الفيضانات والغاء النظام الإقطاعي (zamindari system) من قبل الحكومة الهندية. غريمه في الفيلم في اقامة الحفلات الموسيقية والمهرجانات هو (ماهيم غانغولي) وهو شخص من طبقة العوام حصل على ثروته عن طريق ممارسة الأعمال والتجارة واصبح أحد جيرانه بل أحد مقرضيه. الفيلم عبارة عن قصة واحد من طبقة الزميندار الذي لم يتبقى لديه سوى الاحترام وسط المجتمع الذي بذل عائلته وثروته من اجل الحفاظ عليه.

## الممثلون
- تشوبي بشاش: بيشامبهار روي
- بادما ديفي: مهامايا، الزوجة
- بيناكي سين غوبتا: هوكا، الأبن
- غانغابودا بوش: ماهيم غانغولي، الجار
- تولسي لاهاري: مدير ممتلكات روي
- كالي شوركر: أنانتا، الخادم
- استاد وحيد خان: استاد يوجر خان، المغني
- روشان كوماري: كيشا باي، الراقصة
- بيغوم أخطر: ديورغا باي، المغنية

## الإنتاج

اعتمد الفيلم على قصة قصيرة رائجة للكاتب البنغالي (تاراشنکر بدھوپادھياي). فبعد فشل فيلمه (اباراجيتو) في شباك التذاكر عام 1956، قرر ساتياجيت راي ان ينتج فيلما ناجحا معتمدا على قصة ادبية رائجة وتدخل فيها الموسيقى الهندية. كانت المرة الأولى التي يدمج فيها الموسيقى الهندية الكلاسيكية مع الرقص. بدأ تصوير الفيلم في مايو 1957.
قبل بدأ عملية الإنتاج، واجه راي وفريقه صعوبة في ايجاد المكان المناسب لقصر بيشامبهار روي الذي تجري فيه الاحداث، وبالصدفة التقوا برجل رشح لهم قصر روي تشودريس في نمتايتا في ولاية بنغال الغربية، والمعروف بقصر نمتايتا راجبري وعلى الفور قرر راي استكشاف الموقع. وكانت المفاجأة الرائعة بالنسبة لراي أنه كان من بين ملاك القصر في السابق (أوبندرا ناريان) وهو الذي أعتمد الكاتب (تاراشنکر بدھوپادھياي) على شخصيته عند كتابته لقصته القصيرة. عمل المخرج مع المؤلف الموسيقي ولايت حسين خان، مع انه في البداية لم يكن متأكدا من اختيارات المؤلف الموسيقية، وكان عليه اقناع خان بعمل موسيقى أكثر حزناً.

## استقبال الفيلم
عند بدأ العرض التدريجي للفيلم في أوروبا وأمريكا في بداية الستينات حقق الفيلم نجاحاً بين الجماهير والنقاد وساهم في تأسيس السمعة العالمية لساتياجيت راي.

## روابط خارجية
- غرفة الموسيقى على موقع IMDb (الإنجليزية)
- غرفة الموسيقى على موقع روتن توميتوز (الإنجليزية)
- غرفة الموسيقى على موقع نتفليكس (الإنجليزية)
- غرفة الموسيقى على موقع ألو سيني (الفرنسية)
- غرفة الموسيقى على موقع Turner Classic Movies (الإنجليزية)
- غرفة الموسيقى على موقع أول موفي (الإنجليزية)
- غرفة الموسيقى على موقع فيلمافينيتي (الإسبانية)
- غرفة الموسيقى على موقع قاعدة بيانات الأفلام السويدية (السويدية)
- غرفة الموسيقى على موقع قاعدة بيانات الفيلم (الإنجليزية)
- غرفة الموسيقى على موقع ليتربوكسد (الإنجليزية)
- The Criterion Collection
- Criterion Collection Essay by Philip Kemp

1. ↑  الوصول: 9 أبريل 2016. مذكور في: قاعدة بيانات الأفلام على الإنترنت. لغة العمل أو لغة الاسم: الإنجليزية.